# Saliceto, Haute-Corse
Saliceto là một xã ở tỉnh Castagnicca valley near the town of Corte in the Haute-Corse trên đảo Corse, Pháp. Xã này có diện tích 12,54 km², dân số năm 1999 là 47 người. Khu vực này có độ cao trung bình 750 mét trên mực nước biển. Đây là nơi sinh của Antoine Christophe Saliceti.

## Thành phố kết nghĩa
- Saliceto, Ý